# Vehículo de retorno de tripulación

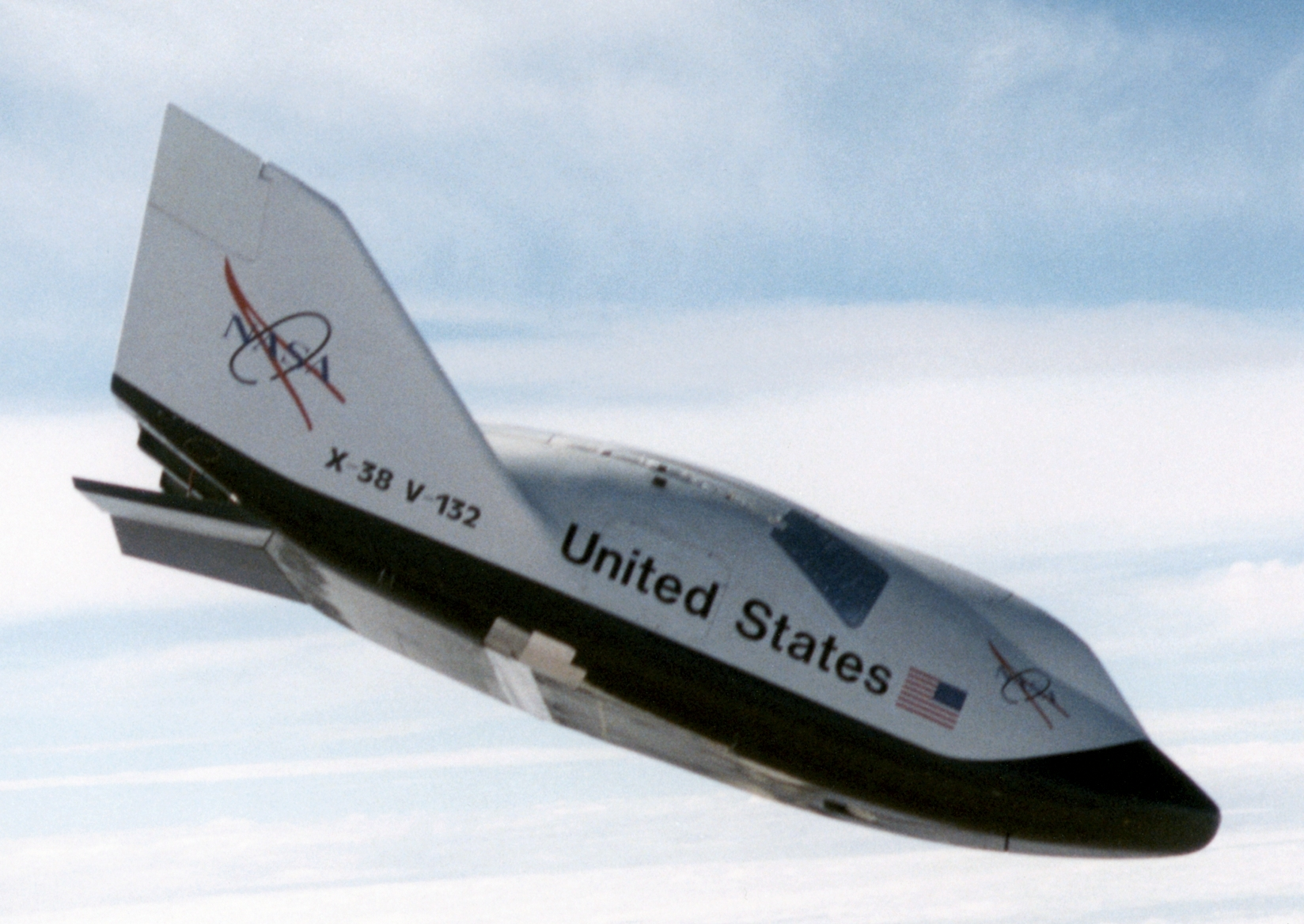
Vehículo de retorno de la tripulación de la ISS (prototipo X-38)

El Vehículo de retorno de tripulación o VRT (en inglés Crew Return Vehicle o CRV), a veces denominado Vehículo de retorno asegurado de tripulación (en inglés Assured Crew Return Vehicle o ACRV), fue una nave o módulo de escape de la Estación Espacial Internacional (ISS). Se consideraron varios vehículos y diseños diferentes durante dos décadas, con varios prototipos demostradores de vuelo en desarrollo, pero ninguno entró en funcionamiento. Desde la llegada de la primera tripulación permanente a la ISS en 2000, la capacidad de retorno de emergencia ha sido cumplida por la nave espacial Soyuz rotada cada seis meses.
En el diseño original de la estación espacial, las emergencias debían tratarse teniendo una «área segura» en la estación a la que la tripulación pudiera evacuar, en espera de un rescate de un transbordador espacial estadounidense. Sin embargo, el desastre de 1986 del transbordador espacial Challenger y la subsiguiente puesta a tierra de la flota de transbordadores causó que los planificadores de la estación reconsideraran este concepto. Los planificadores previeron la necesidad de un VRT para abordar tres escenarios específicos:
- Retorno de la tripulación en caso de falta de disponibilidad de un transbordador espacial o cápsula Soyuz;

- Rápido escape de una emergencia importante de la estación espacial de tiempo crítico;

- Retorno total o parcial de la tripulación en caso de emergencia médica.[2]

## Consideraciones médicas
La ISS está equipada con un Centro de Mantenimiento de Salud o CMS (en inglés Health Maintenance Facility o HMF) para manejar un cierto nivel de situaciones médicas, que se dividen en tres clasificaciones principales:
- Clase I: enfermedades y lesiones no mortales (dolor de cabeza, laceraciones).

- Clase II: moderada a severa, posiblemente mortal (apendicitis, cálculos renales).

- Clase III: grave, incapacitante, potencialmente mortal (traumatismo mayor, exposición tóxica).

Sin embargo, el CMS no está diseñado para tener capacidad quirúrgica general, por lo que es esencial evacuar a un miembro de la tripulación en caso de una situación médica que está más allá de las capacidades del CMS.
Varios estudios han intentado evaluar los riesgos médicos para la habitabilidad de la estación espacial a largo plazo, pero los resultados no son concluyentes, ya que faltan datos epidemiológicos. Sin embargo, se entiende que períodos más largos en el espacio aumentan el riesgo de problemas graves. Las estimaciones más cercanas muestran una tasa de enfermedad/lesión de 1:3 por año, con un 1% estimado que requiere evacuación de emergencia por medio de un VRT. Para una tripulación ISS de ocho personas, esto resulta en una necesidad esperada de un vuelo VRT una vez cada cuatro a doce años. Estas estimaciones han sido corroboradas parcialmente por experiencias a bordo de la estación espacial Mir de la ex Unión Soviética. En la década de 1980, los soviéticos tuvieron al menos tres incidentes donde los cosmonautas tuvieron que ser devueltos en condiciones médicas urgentes.
Debido a su uso potencial como método de evacuación médica, se requirió el diseño de un VRT para abordar una serie de problemas que no son factores para un vehículo espacial tripulado estándar. Los más importantes son las cargas g según la influencia de los perfiles de reentrada y los métodos de desaceleración/aterrizaje en pacientes con problemas de choque hipovolémico. Los problemas de seguridad del paciente son más críticos para los astronautas lesionados que para el personal no lesionado. Además, dependiendo de la naturaleza de la lesión, puede ser improbable que el paciente pueda ser colocado en un traje espacial o minicápsula ambientalmente contenido, por lo que el VRT debe tener la capacidad de proporcionar un «entorno de manga de camisa». La capacidad de abordar los problemas de pureza del aire está incluida en este requisito, ya que la pureza del aire es especialmente crítica en situaciones de exposición médica y tóxica.

## Conceptos iniciales de la NASA

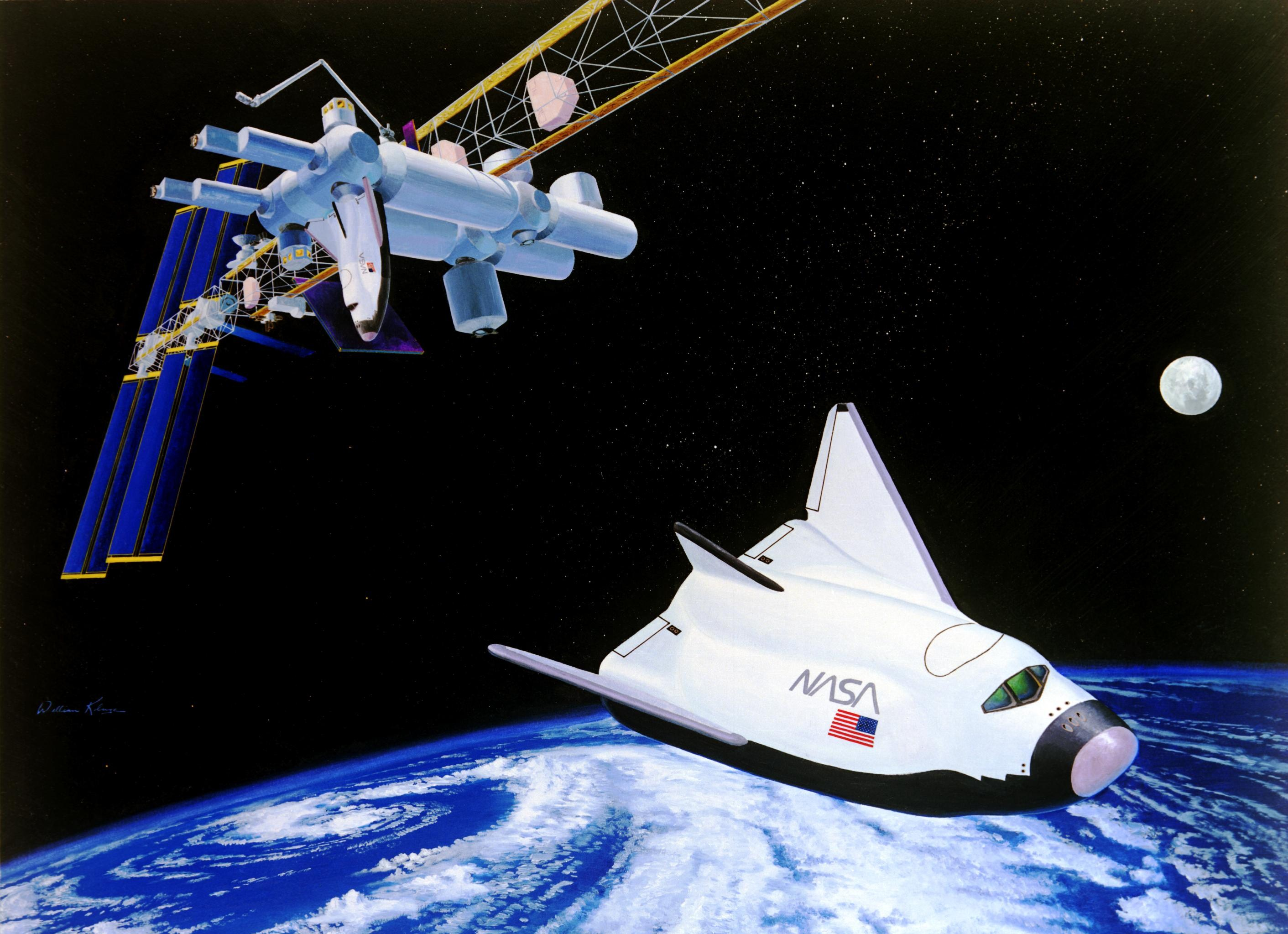
Arte conceptual del HL-20

El Dr. Wernher von Braun planteó por primera vez el concepto de «botes salvavidas espaciales» en un artículo de 1966, y luego los planificadores de la NASA desarrollaron varios conceptos iniciales para un bote salvavidas de la estación espacial:

### Sistemas de cápsulas
- El módulo alternativo de retorno de la tripulación de la estación (en inglés Station Crew Return Alternative Module o SCRAM) era una cápsula que podía contener hasta seis astronautas. La protección térmica de reentrada se proporcionó mediante el uso de un escudo térmico diseñado para el Programa Viking de la NASA. Con un costo de 600 millones de dólares, el principal inconveniente de este diseño fueron las altas cargas g en el aterrizaje, que no eran las ideales para el caso de una evacuación médicamente necesaria.[1][2]

- Como continuación del concepto basado en Viking, la NASA consideró una propuesta de 1986 de General Electric y NIS Space Ltd. para un derivado desarrollado comercialmente de la cápsula de recuperación tipo Discoverer de cuerpo contundente de la Fuerza Aérea de los Estados Unidos llamada MOSES, ya diseñado para militares clasificados proyectos, e inicialmente se planificaron para hasta cuatro ocupantes, pero la idea de ampliar la cápsula para acomodar a ocho miembros de la tripulación se consideró durante un tiempo antes de que también se descartara;[1][4] sin embargo, las cargas g de hasta 8 g hacen que este vehículo no sea adecuado para situaciones médicas críticas.[2]

- En 1989, los ingenieros de la NASA patentaron un concepto VRT tipo cápsula.[5]

### HL-20 PLS
El vehículo de retorno de tripulación HL-20 se basó en el concepto del Sistema de lanzamiento de personal (en inglés Personnel Launch System o PLS) desarrollado por la NASA como consecuencia de una investigación anterior sobre el cuerpo de elevación. En octubre de 1989, la División de Sistemas Espaciales de Rockwell International comenzó un esfuerzo contratado de un año administrado por el Centro de investigación de Langley para realizar un estudio en profundidad del diseño y las operaciones del PLS con el concepto HL-20 como base para el estudio. En octubre de 1991, la Lockheed Advanced Development Company (más conocida como Skunk Works) comenzó un estudio para determinar la viabilidad de desarrollar un prototipo y un sistema operativo. Un acuerdo cooperativo entre la NASA, la Universidad Estatal de Carolina del Norte y la North Carolina A&T University condujo a la construcción de un modelo a gran escala del HL-20 PLS para una mayor investigación de factores humanos sobre este concepto. De todas las opciones, un cuerpo elevador presenta el entorno médico más ideal en términos de entorno controlado y baja carga g durante el reingreso y el aterrizaje. Sin embargo, el precio del proyecto HL-20 fue de 2 mil millones de dólares, y el Congreso de los Estados Unidos recortó el programa del presupuesto de la NASA en 1990.

## Conceptos de la Agencia Espacial Europea
Como parte de sus estudios de gran alcance sobre posibles programas de vuelos espaciales humanos, la Agencia Espacial Europea (AEE) comenzó un estudio VRT de seis meses de primera fase en octubre de 1992. Los contratistas principales para el estudio fueron Aérospatiale, Thales Alenia Space y DASA.
La AEE estudió varios conceptos para un VRT:
- Cápsula de tipo Apolo: esta habría sido una versión ampliada de la cápsula Apolo de la década de 1960, capaz de transportar ocho astronautas. Una torre que se encontraba en la parte superior de la cápsula contendría un túnel de acoplamiento, así como los motores de cohetes de la cápsula, de nuevo similar a la configuración de Apolo. La torre sería desechada justo antes de volver a entrar. El aterrizaje sería a través de paracaídas de desaceleración y bolsas de aire.[7][8]

- También durante los estudios de Fase 1, la AEE examinó una cápsula cónica conocida como «Viking». Al igual que el concepto de estilo Apolo, habría entrado en la base primero, pero tenía una forma más aerodinámica. Los motores de cohetes para el módulo «Viking» fueron derivados del Ariane. El trabajo de diseño continuó hasta el final de la Fase 1 en marzo de 1995.[7][9]

- Se estudió un concepto Blunt Biconic en 1993-1994. Se esperaba que este diseño fuera más maniobrable, pero habría sido más pesado y más costoso.[7][10]

El programa VRT de USD 1,7 mil millones de la AEE fue cancelado en 1995, aunque las protestas francesas resultaron en un contrato de dos años para realizar más estudios, lo que condujo a una cápsula reducida del demostrador de reentrada atmosférica, que se lanzó en 1997. En su lugar, la AEE eligió unirse al programa CRV X-38 de la NASA en mayo de 1996, después de que ese programa finalizara su estudio de Fase A.

## Lifeboat Alpha
La idea de utilizar una nave de fabricación rusa como VRT se remonta a marzo de 1993, cuando el presidente Bill Clinton ordenó a la NASA que rediseñara la Estación Espacial Freedom y considerara incluir elementos rusos. El diseño fue revisado ese verano, resultando en la Estación Espacial Alfa (más tarde la Estación Espacial Internacional). Uno de los elementos rusos considerados como parte del rediseño fue el uso de «botes salvavidas» Soyuz. Se estimó que el uso de las cápsulas Soyuz para propósitos de VRT le ahorraría a la NASA quinientos millones de dólares sobre el costo esperado para Freedom.
Sin embargo, en 1995, un proyecto conjunto entre Energía, Rockwell International y Khrunichev propuso el diseño Lifeboat Alpha, derivado del vehículo de reingreso Zarya. El motor de reingreso era un propulsor sólido, y los propulsores de maniobra utilizaban gas frío, por lo que habría tenido un ciclo de vida de cinco años en la estación. Sin embargo, el diseño fue rechazado en junio de 1996 a favor del programa X-38 de la NASA.

## X-38
Además de referirse a un papel generalizado dentro del programa ISS, el nombre Crew Return Vehicle también se refiere a un programa de diseño específico iniciado por la NASA y al que se unió la AEE. El concepto era producir un avión espacial que se dedicara únicamente a la función VRT. Como tal, debía tener tres misiones específicas: retorno médico, retorno de la tripulación en caso de que la ISS se volviera inhabitable, y retorno de la tripulación si la ISS no se podía reabastecer.

### Descripción general del VRT y desarrollo de conceptos
Como continuación del programa HL-20, la intención de la NASA era aplicar el concepto del administrador Dan Goldin de «mejor, más rápido, más barato» al programa. El concepto de diseño VRT incorporó tres elementos principales: el vehículo de reingreso del cuerpo de elevación, el módulo de acoplado/desacoplado internacional y la etapa de propulsión de desorbitación. El vehículo debía diseñarse para acomodar hasta siete miembros de la tripulación en un entorno de manga de camisa. Debido a la necesidad de poder operar con miembros de la tripulación incapacitados, las operaciones de vuelo y aterrizaje debían realizarse de forma autónoma. El diseño VRT no tenía un sistema de propulsión de maniobra espacial.
La NASA y la AEE acordaron que el VRT estaría diseñado para ser lanzado encima de un vehículo de lanzamiento desechable (en inglés Expendable launch system o ELV) como el Ariane 5. El programa preveía la construcción de cuatro vehículos VRT y dos módulos de acoplado/desacoplado. Los transbordadores espaciales debían entregar los vehículos y los módulos de acoplado a la ISS, y cada uno permanecería acoplado durante tres años.
Dependiendo de qué misión se estaba operando, la duración máxima de la misión estaba destinada a ser de hasta nueve horas. Si la misión estaba relacionada con el retorno médico de emergencia, la duración de la misión podría reducirse a tres horas, dada la secuencia óptima entre la salida de la ISS y la quemadura de desorbita / reentrada. En operaciones normales, el proceso de desacoplado demoraría hasta treinta minutos, pero en una emergencia, el VRT podría separarse de la ISS en tan solo tres minutos.
El VRT tenía una longitud de 9,1 m y un volumen de cabina de 11,8 m³. El peso máximo de aterrizaje debía ser de 10 000 kg. El sistema de aterrizaje autónomo estaba destinado a colocar el vehículo en el suelo a menos de un kilómetro de su objetivo previsto.
La Etapa de Propulsión Deorbit fue diseñada por Aerojet GenCorp bajo contrato con el Centro Marshall de vuelos espaciales. El módulo se iba a unir a la popa de la nave espacial en seis puntos, y tiene 4,72 m de largo y 1,83 m de ancho. Completamente alimentado, el módulo pesaría aproximadamente 2721,5 kg. El módulo fue diseñado con ocho motores de cohete de empuje de 100 lbf (0,44 kN) alimentados por hidrazina, que se quemarían durante diez minutos para desorbitar el VRT. Ocho propulsores de control de reacción controlarían la actitud del barco durante la desorbitación. Una vez que se completara la quemadura, el módulo debía ser desechado, y quemaría la mayor parte de su masa a medida que volviera a entrar en la atmósfera.
La cabina del VRT fue diseñada para ser una «cabina sin ventanas», ya que las ventanas y los parabrisas agregan un peso considerable al diseño y presentan riesgos de vuelo adicionales para la nave espacial. En cambio, el VRT debía tener un sistema de «ventana de cabina virtual» que utilizara herramientas de visión sintética para proporcionar a los ocupantes una pantalla visual tridimensional en tiempo real, de día o de noche, en tiempo real.

### X-38 Demostrador de tecnología avanzada
Con el fin de desarrollar el diseño y las tecnologías para el VRT operacional a una fracción del costo de otros vehículos espaciales, la NASA lanzó un programa para desarrollar una serie de vehículos de prototipo rápido y de bajo costo que fueron designados como Demostradores de Tecnología Avanzada X-38. Como se describe en el Boletín 101 de EAS, el programa X-38 «es una demostración de tecnología de múltiples aplicaciones y un programa de mitigación de riesgos, que encuentra su primera aplicación como el pionero del vehículo operativo de retorno de tripulación (CRV) para la Estación Espacial Internacional.»
La NASA actuó como su propio contratista principal para el programa X-38, con el Centro Espacial Johnson tomando el liderazgo del proyecto. Todos los aspectos de construcción y desarrollo se gestionaron internamente, aunque se contrataron tareas específicas. Para la producción de los VRT, la NASA tenía la intención de seleccionar un contratista principal externo para construir la nave.
Se planearon cuatro vehículos de prueba, pero solo se construyeron dos, ambos vehículos de prueba atmosféricos. Los fuselajes, que fueron construidos principalmente con materiales compuestos, fueron construidos bajo contrato por Scaled Composites. El primero realizó su primer vuelo el 12 de marzo de 1998. El X-38 utilizó un exclusivo sistema de aterrizaje de ala parapente diseñado por Pioneer Aerospace. El ala parapente inflado con aire ram utilizado en el programa de prueba de vuelo fue el más grande del mundo, con una superficie de 700 m². El ala parapente fue controlado activamente por un sistema de guía a bordo basado en la navegación GPS.

### Controversia
Los planes de la NASA para el programa de desarrollo no incluyeron una prueba operativa del VRT real, lo que habría implicado su lanzamiento a la ISS, permanecer acoplado allí hasta por tres meses y luego realizar un regreso «sin pasajeros» a la Tierra. En cambio, la NASA había planeado «evaluar humanamente» la nave espacial basándose en los resultados de las pruebas orbitales del X-38. Tres grupos de revisión independientes, así como la Oficina del Inspector General de la NASA, expresaron su preocupación por la sabiduría y seguridad de este plan.
El método de desarrollo de creación rápida de prototipos, a diferencia del enfoque de diseño secuencial, desarrollo, prueba y evaluación de ingeniería, también planteó algunas preocupaciones sobre el riesgo del programa.

### Problemas de financiación
En 1999, la NASA proyectó el costo del programa X-38 en USD 96 millones (fondos de Proyectos Avanzados de Vuelo Espacial) y el programa CRV real en USD 1100 millones (fondos del Programa ISS). Un año después, los costos del X-38 habían aumentado a USD 124,3 millones, y los fondos de la ISS pagaron el aumento del costo. Parte del aumento en el costo fue el resultado de la necesidad de probar operacionalmente el VRT con al menos uno, y posiblemente más, lanzamientos de transbordadores.
La AEE decidió no financiar el programa CRV directamente, sino que decidió permitir que los gobiernos participantes en la AEE financiaran el programa individualmente, a partir de 1999. Bélgica, Francia, Alemania, Países Bajos, Italia, España, Suecia y Suiza todos indicaron que harían contribuciones sustanciales.
La financiación estadounidense para el VRT de la NASA/AEE nunca fue un problema resuelto. En el proyecto de ley de financiación del año fiscal 2002, el Congreso recomendó un monto de financiación de USD 275 millones, pero dejó en claro que esto era condicional:

[El] Comité no prevé proporcionar fondos adicionales para este propósito a menos que quede claro que la Administración y los socios internacionales están comprometidos con la Estación Espacial Internacional como centro de investigación. Por esta razón, el lenguaje incluido en el proyecto de ley rescindiría los USD 275 000 000 a menos que la Administración solicite al menos USD 200 000 000 para el vehículo de devolución de la tripulación en la solicitud de presupuesto de la NASA para el año fiscal 2003.

Además, la financiación del programa CRV estaba vinculada a la justificación de la misión de la ISS por parte de la Administración:

Para el 1 de marzo de 2002, el Presidente presentará a los Comités de Asignaciones de la Cámara y el Senado un plan integral que cumpla con los siguientes términos y condiciones: Primero, una declaración clara e inequívoca sobre el papel de la investigación en el programa de la Estación Espacial Internacional. Segundo, un resumen detallado de los esfuerzos que se están llevando a cabo para proporcionar instalaciones habitacionales para una tripulación de tiempo completo de no menos de seis personas... Tercero, los costos anticipados del programa de vehículos de retorno de la tripulación por año fiscal... Cuarto, la prioridad relativa del programa de desarrollo de vehículos de retorno de la tripulación en el contexto de la Estación Espacial Internacional. El Comité no tiene la intención de proporcionar fondos adicionales ni aprobar la liberación de ninguno de los USD 275 000 000 provistos en este proyecto de ley, hasta que se cumplan todas las condiciones.

### Cancelación
El 29 de abril de 2002, la NASA anunció que estaba cancelando los programas CRV y X-38, debido a las presiones presupuestarias asociadas con otros elementos de la ISS. La agencia se había enfrentado a un déficit de USD 4 mil millones y rediseñó radicalmente el alcance de la ISS, llamando a la nueva versión «US Core Complete». Esta estación reducida no incluía el VRT basado en el X-38. Aunque el presupuesto de la Cámara para el año fiscal 2002 había propuesto USD 275 millones para el VRT, esto no se incluyó en el proyecto de presupuesto final. Sin embargo, los congresistas de la Cámara de Representantes del Senado vieron la necesidad de mantener abiertas las opciones del VRT, creyendo que el rediseño de la NASA y la consiguiente eliminación del VRT eran prematuros, por lo que la NASA gastó hasta 40 millones de dólares para mantener con vida el programa X-38.
La cancelación del VRT creó su propia controversia con el congresista Ralph Hall llevando a la NASA a la tarea en una carta abierta que detalla tres áreas de crítica:
- Cambiar los recursos a un Vehículo de transferencia de tripulación multipropósito puede ser más costoso y lento que completar el proyecto CRV;

- Depender de la nave espacial Soyuz para los astronautas estadounidenses más allá del plazo contratado podría estar sujeto a restricciones políticas;

- Cuestionando si se realizó un análisis independiente de costo-beneficio antes de la decisión de la NASA.

Las respuestas del administrador de la NASA Sean O'Keefe no satisficieron al Sr. Hall, pero la decisión se mantuvo.

## Plano del espacio orbital
Como parte del Plan Integrado de Transporte Espacial (en inglés Integrated Space Transportation Plan o ISTP) de la NASA que reestructuró la Iniciativa de Lanzamiento Espacial (en inglés Space Launch Initiative o SLI), el enfoque se trasladó en 2002 al desarrollo del Avión Espacial Orbital o AEO (en inglés Orbital Space Plane o OSP), anteriormente denominado Vehículo de Transferencia de Tripulación o VTT (en inglés Crew Transfer Vehicle o CTV) que serviría como transporte de la tripulación y como VRT. En la reestructuración, se cambiaron las prioridades del programa, ya que la NASA declaró: «Las necesidades de la NASA para transportar a la tripulación de Estados Unidos desde y hacia la Estación Espacial es un requisito de transporte espacial de conducción y debe abordarse como una prioridad de la agencia. Es responsabilidad de la NASA garantizar esa capacidad para el retorno de emergencia de la tripulación ISS está disponible. El diseño y desarrollo de una arquitectura de vehículo flexible y evolutiva que inicialmente proporcionará la capacidad de retorno de la tripulación y luego evolucionará a un vehículo de transporte de la tripulación es ahora el enfoque a corto plazo de la Iniciativa de Lanzamiento Espacial».
Un estudio VTT/VRT realizado por el programa Iniciativa de Lanzamiento Espacial en 2002, concluyó que un avión espacial orbital multipropósito que puede realizar tanto la transferencia de tripulación como las funciones de retorno de la tripulación para la estación espacial es viable y podría proporcionar el mayor tiempo posible a largo plazo para la inversión de la NASA. Una de las misiones clave para el AEO, según lo definido por la NASA en 2002, fue proporcionar «capacidad de rescate para no menos de cuatro miembros de la tripulación de la Estación Espacial tan pronto como sea práctico, pero a más tardar en el 2010». Como parte del programa de evaluación de vuelo que consistía en explorar y validar tecnologías para ser utilizadas en el AEO, la NASA inició el programa X-37, seleccionando a Boeing Integrated Defense Systems como el contratista principal.
Sin embargo, el AEO recibió fuertes críticas del Congreso por ser demasiado limitado en la misión («... el principal inconveniente del AEO es que, como se imagina actualmente, no lleva a ninguna parte además de la estación espacial») y por costar de 3 mil millones a 5 mil millones de dólares.
Luego, en 2004, el enfoque de la NASA cambió una vez más, del AEO al Vehículo de exploración de la tripulación o VET (en inglés Crew Exploration Vehicle o CEV), y el proyecto X-37 se transfirió a DARPA, donde se continuaron algunos aspectos del desarrollo tecnológico, pero solo como un vehículo de prueba atmosférico.

## Cápsula derivada de Apolo
Con la cancelación de la AEO, la NASA analizó una vez más la cápsula Apolo para usarla como VRT, esta vez en marzo de 2003. En el estudio inicial del concepto, «el equipo concluyó por unanimidad que un concepto de Vehículo de Retorno de Tripulación derivado del Apolo, con una tripulación de 4 a 6 personas, parece tener el potencial de cumplir con la mayoría de los requisitos de AEO VRT Nivel 1. Un vehículo de exploración de la tripulación derivado del Apolo también parece ser capaz de cumplir con la mayoría de los requisitos de AEO VET Nivel 1 con la adición de un módulo de servicio. El equipo también supuso que habría una opción para considerar el concepto Apolo para un sistema VRT/VET común. Se concluyó además que usar el Módulo de Comando Apolo (en inglés Command Module o CM) y el Módulo de Servicio (en inglés Service Module o SM) como un VRT ISS y VET tiene mérito suficiente para garantizar un estudio detallado y serio del rendimiento, el costo y el cronograma de este enfoque,en comparación con otros enfoques AEO, con los mismos requisitos de Nivel 1».
El estudio identificó una serie de problemas con el desarrollo de esta opción: «Por un lado, el sistema Apolo se entiende bien y demostró ser un sistema robusto y altamente exitoso con un sistema de aborto de lanzamiento muy capaz. La documentación sería muy útil para guiar a los diseñadores. 
Por otro lado, casi todos los sistemas tendrían que ser rediseñados, incluso si fueran replicados. Se pensaba que ninguno de los equipos existentes (como los CM en museos) era utilizable debido a la antigüedad, la obsolescencia, la falta de trazabilidad y la inmersión en agua. No habría necesidad de pilas de combustible o criogenia, y la orientación y las comunicaciones modernas serían más livianas y menos costosas. Aunque el hardware de vuelo sería menos costoso, y su impacto en los vehículos de lanzamiento prescindibles sería mínimo (es solo otra carga útil simétrica del eje), los sitios de aterrizaje para el VRT pueden elevar los costos del ciclo de vida. Al agregar un Módulo de Servicio (más pequeño que el requerido para ir a la luna), se puede obtener un rango transversal orbital de 914,4 m/s a 1524 m/s, y la cantidad de sitios de aterrizaje se reduce radicalmente. Si los aterrizajes se pueden agregar al sistema de manera segura, se produciría otra reducción importante en los costos del ciclo de vida, porque el equipo creía que el sistema podría volverse reutilizable».
Debido a las características aerodinámicas de la cápsula, las cargas g están en el rango moderado (2,5 g a 3,5 g). Sin embargo, desde una perspectiva médica, la cápsula de tipo Apolo presenta varias desventajas. La cápsula Apolo tendría una presión interna de funcionamiento atmosférico de solo 34,4738 kPa, a diferencia de los 999,7398 kPa de la estación. Además, un aterrizaje de agua a corto plazo presenta algunos retrasos significativos en la recuperación de la cápsula.

## Soyuz TMA
Con la cancelación de los programas X-38 y VRT en 2001, quedó claro que el uso provisional de cápsulas Soyuz sería una necesidad a largo plazo. Para hacerlos más compatibles con las necesidades de la ISS, se contrató a Energía para modificar la cápsula Soyuz TM estándar a la configuración TMA. Las modificaciones principales involucran el diseño interior, con asientos nuevos y mejorados para acomodar los estándares antropométricos de astronautas estadounidenses más grandes. Se realizó una serie de pruebas de caída de la cápsula mejorada en 1998 y 1999 desde un avión de carga Ilyushin Il-76 para validar las capacidades de aterrizaje del TMA.
Una cápsula Soyuz-TMA siempre está conectada a la ISS en modo «de espera», en caso de emergencias. Operado en esta configuración, el TMA tiene una vida útil de aproximadamente doscientos días antes de que tenga que rotarse, debido a la degradación del peróxido de hidrógeno utilizado para su sistema de control de reacción. Debido a esta limitación, el vehículo está planeado para un ciclo de cambio típico de seis meses. El primer vuelo del TMA a la ISS ocurrió el 29 de octubre de 2002 con el vuelo del Soyuz TMA-1.
Debido a que la TMA está limitada a tres ocupantes, la ISS también se limitó a ese número de ocupantes, lo que reduce drásticamente la cantidad de investigación que se puede hacer a bordo de la ISS a 20 horas-persona por semana, mucho más baja de lo previsto cuando la estación fue diseñada. Con la Expedición 20 en mayo de 2009, el tamaño de la tripulación de la ISS aumentó de 3 a 6 personas con las dos naves espaciales Soyuz acopladas simultáneamente.

## Desarrollo de la tripulación comercial
En 2008, la NASA comenzó a administrar un programa (CCDev) para financiar el desarrollo de tecnologías de transporte de tripulación comercial. El programa financió ofertas para desarrollar tecnologías específicas con premios cuando se lograron hitos. La primera ronda de destinatarios a principios de 2010 incluyó a Boeing para su cápsula CST-100 Starliner y Sierra Nevada Corporation para su avión espacial SpaceDev Dream Chaser. Otras propuestas presentadas a finales de 2010 para una segunda ronda de financiación incluyeron a Orbital Sciences Corporation para su avión espacial Prometheus y SpaceX para desarrollar un sistema de aborto de lanzamiento para su nave espacial SpaceX Dragon.